# Левич, Яким Давидович
Аки́м Дави́дович Ле́вич (16 февраля 1933, Каменец-Подольский — 26 июля 2019, Киев) — советский  и украинский художник. Член Союза художников УССР (с 1967; ныне — Национального союза художников Украины). Автор памятника скорби «Менора» в Бабьем Яру в Киеве (1991, в соавторстве с Юрием Паскевичем и Александром Левичем).

## Избранные произведения
- «Шлагбаум» — 1961, 90х83, полотно, темпера
- «Маляры» — 1962, 90х80, полотно, темпера
- «В осажденном городе» (1958, 1941, 1965)
- «На защиту революции» (1968)
- «Дом на Розе» — 1959-90, полотно, темпера
- «Старая с козой» — 1993, 96х91, полотно, темпера
- «Трамвайчик»
- «Дом на углу» (1959)
- «Киевские похороны»
- «Похороны бабушки» (1970)
- «Диспут»
- «Нагорная проповедь»
- «Йов»
- «Туманное утро»
- «черные полотна»
- «Больная собака»
- «Слепой»
- «Беседа»
- «Жница»

Работы хранятся в Национальном художественном музее в Киеве, Сумском художественном музее, Музее истории Киева, Зиммерли-арт-музеум в Нью-Джерси (США).

## Памятники
Памятник скорби «Менора» в Бабьем Яру в Киеве (1991, в соавторстве с Юрием Паскевичем и Александром Левичем).

## Иллюстрирование книг
В 1970-е годы иллюстрировал повести Г. Тютюнника для детей.

## Выставки
- Республиканская и Всесоюзная художественные выставки к 40-летию ВЛКСМ (М., 1958, К., 1959)[1]
- Первая всесоюзная выставка рисунка (М., 1976)[1]
- Персональная выставка графики — Львов — Киев, зал Союза художников (1978)
- «Выставка девяти» — Киев, зал Союза художников (1985)
- «Диалог сквозь века» (К., 1988)[1]
- «Украинская живопись 60-80 гг.» — Дания, Оденсе (1989)
- «Українське мал.-art-ство 1960—1980 рр. Три покоління українського мистецтва» (К., Оденсе, 1990)[1]
- Республиканский культурный центр «Украинский Дом», Киев. Украина (1991)
- «Украинская живопись» — Тулуза, Франция (1992)
- «Сучасний український живопис» (М., 1992)[1]
- Выставка живописи (А.Агафонов, Г.Григорьева, Л.Левич, К., 1992)[1]
- «Мистецтво вільної України» (К., Лондон, 1992)[1]
- Персональная выставка, Киев, национальный музей Украины (1992)
- Персональная выставка — Украинский Дом, Киев (1994)
- Музей хасидского института искусств, Нью — Йорк, США (1995)
- Выставка в Галерее «36» Киевского Союза художников (1998)
- Галерея «Тадзио» (2001)
- Групповая выставка Ю.Шейнис, Л.Загорная, Я.Левич (К., 2002)[1]
- Персональные выставки — 1999, 2002, 2005, 2007, 2009 в Киеве[1]